# Азов (Розовский район)
Азо́в (укр. Азов) — посёлок,
Азовский сельский совет,
Розовский район,
Запорожская область,
Украина.
Код КОАТУУ — 2324980201. Население по переписи 2001 года составляло 907 человек.
Является административным центром Азовского сельского совета, в который, кроме того, входят село
Антоновка и посёлок
Мирное.

## Географическое положение
Посёлок Азов находится на расстоянии в 2 км от посёлка Мирное и в 10 км от пгт Розовка.
По посёлку протекает пересыхающий ручей с запрудой.
Рядом проходит железная дорога, станция Платформа 375 км в 2,5 км.

## История
- 1823 год — дата основания как село Тигенгоф.
- В 1918 году переименовано в село Новоясиновка.
- В 1938 году переименовано в село Азов.

## Объекты социальной сферы
- Школа.
- Клуб.
- Детский сад.